# Чигиринка (Ростовская область)
Чигиринка — хутор в Миллеровском районе Ростовской области.
Входит в состав Криворожского сельского поселения.

## География
На хуторе имеется одна улица: Лесная.

## Население
| 2010 |
| ---- |
| 13   |